# Hypoxis obtusa
Hypoxis obtusa är en enhjärtbladig växtart som beskrevs av William John Burchell och Ker Gawl. Hypoxis obtusa ingår i släktet Hypoxis och familjen Hypoxidaceae. Inga underarter finns listade i Catalogue of Life.